# Змова (фільм, 1971)
«Змова» (рос. Заговор) — радянський художній телефільм-спектакль 1971 року за мотивами роману американських журналістів Флетчера Нібеля і Чарльза Бейлі «Сім днів в травні» (1962).

## Сюжет
За мотивами роману американських журналістів Ф. Нібеля і Ч. Бейлі «Сім днів в травні». Про вигадані події, які могли б статися в 1974 році в США. Вищі чини Пентагону готують змову проти Президента Лімена з метою захоплення влади. Про це стає відомо прихильникам президента, які намічають контрзаходи. Але врятувати Лімена все ж не вдається…

## У ролях
- Павло Массальський — Джордан Лімен, президент США
- Валентин Гафт — Кейсі Джікс, полковник, начальник об'єднаного штабу
- Григорій Аннапольський — Рей Кларк, сенатор
- Володимир Муравйов — Кріс Тодд, міністр фінансів
- Ірина Гошева — Естер Тауссон, секретар президента США
- В'ячеслав Степанов — Пол Джирард, помічник президента
- Галікс Колчицький — Арт Корвін, начальник охорони президента США
- Юрій Пузирьов — Гендерсон, полковник
- Ірина Мірошниченко — Шу Холбрук, працівниця телебачення, в минулому — коханка Кейсі Джікса
- Маргарита Юр'єва — Мардж, дружина Кейсі Джікса
- Лев Іванов — Джеймс Скотт, генерал ВПС, голова комітету начальників штабів
- Юрій Леонідов — Фред Пренсіс, сенатор
- Сергій Сафонов — Джонні Бродерік, полковник
- Володимир Привальцев — консул Уїтні
- Костянтин Градополов — Хаф, шифрувальник

## Знімальна група
- Режисер — Світлана Аннапольська
- Сценаристи — Олександр Рохлін, Анатолій Шайкевич
- Оператор — Сергій Журавльов
- Композитор — І. Галицький